# Harry Bervoets
Harry Bervoets is een personage uit de Vlaamse soapserie Wittekerke dat werd gespeeld door Peter Rouffaer. Hij speelde deze rol in het eerste seizoen en keerde later nog terug in seizoen 4 en 5.

## Personage
Bervoets, zoals hij meestal genoemd wordt, is politierechercheur en duikt voor het eerst op na de moord op Jos Verlackt. Hij is vastberaden om Annie achter de tralies te zetten voor de moord. Hierdoor komt hij in conflict met haar advocate Véronique Lemaître, echter worden de twee al snel verliefd op elkaar. Bervoets voelt zich al snel thuis bij haar op het appartement. Hij wil de wereld verbeteren en alle criminelen oppakken. Bovenaan zijn verlanglijstje staat drugsdealer Jacky Swerts. Op een avond is hij hem op het spoor en komt hij Véronique tegen die aan het wandelen was met Geert en Bob. Bervoets maant hen aan om buiten te blijven en hij gaat op zoek naar Swerts die hij in koelen bloede neerschiet. In het politieverslag zegt hij dat Geert ook binnen was en dat hij zag dat Swerts zijn wapen wilde afnemen. Véronique was er helemaal niet. Als Geert haar dit vertelt verbreekt Véronique meteen de relatie met Bervoets. Hij begint Véronique te stalken, zij wordt doodsbang van hem. Hij wil het goedmaken en hij trekt zijn dreigement tegen Geert in dat hij zijn carrière zal verbrodden als hij zijn verklaring niet steunt. Na een gesprek met Geert en Véronique in het appartement verdwijnt hij uit het leven van Véronique.
Later duikt hij opnieuw op. Hij wordt verdacht van wapenhandel en meerdere moorden. Uiteindelijk wordt hij opgepakt door Georges Coppens.